# Tabernáculo de Box Elder
El Tabernáculo de la Estaca Box Elder, también conocido como Tabernáculo de Brigham City, es un tabernáculo neogótico de la Iglesia de Jesucristo de los Santos de los Últimos Días construido en Brigham City, condado de Box Elder, Utah por pioneros mormones en 1897. El tabernáculo continúa funcionando como centro de reuniones para los feligreses de la Estaca Box Elder y tiene capacidad para aproximadamente 1.600 personas. También alberga conciertos y otros eventos especiales y está abierto para giras durante el verano. Dada su arquitectura única y su importancia para la comunidad, el tabernáculo fue incluido en el Registro Nacional de Lugares Históricos el 14 de mayo de 1971. Frente al tabernáculo se encuentra el templo de Brigham City, construido en 2012.

## Estructura original
El sitio para el tabernáculo fue elegido por el entonces presidente de la Iglesia SUD, Brigham Young, quien después de visitar un sitio diferente seleccionado por los funcionarios de la iglesia local, subió a la "colina Sagebrush", el punto más alto a lo largo de la avenida principal de la ciudad donde decide construir el edificio. El 8 de mayo de 1865, el topógrafo territorial de Young y Utah, Jesse Williams Fox Sr (1819-1894), colocó las primeras piedras. El 27 de mayo de 1879 comenzaron a realizarse reuniones en la estructura parcialmente terminada. En 1889, se votó a favor de "completar" el edificio agregando su torre, galería, vestíbulo trasero, contrafuertes de ladrillo rematados y otras mejoras. El tabernáculo fue terminado y dedicado el 28 de octubre de 1890 por el sucesor de Young, Wilford Woodruff .

## Incendio y reconstrucción
El tabernáculo fue destruido por un incendio en 1896, seis años después de haber sido terminado en 1890. El domingo 9 de febrero de 1896, cuando los fieles de la iglesia comenzaban a reunirse para sus servicios de adoración, se produjo un incendio en la sala de la caldera, el edificio se encendió y quedó reducido a paredes de piedra ennegrecidas. En un año, el tabernáculo fue reconstruido con elegante carpintería, una torre de estilo gótico y dieciséis elegantes pináculos. Fue dedicado por George Q. Cannon el 21 de marzo de 1897.

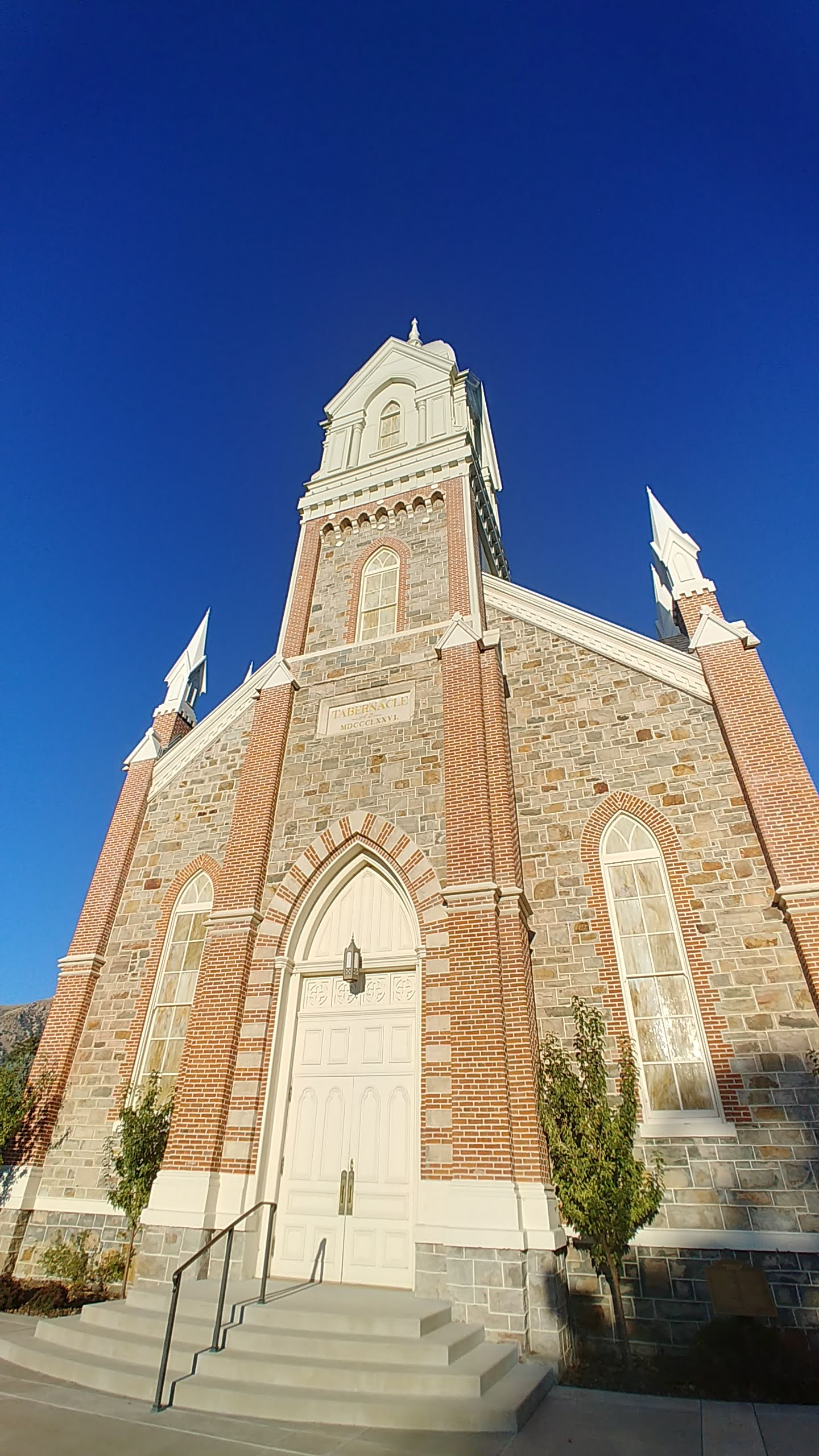
Tabernáculo de la ciudad de Brigham

## Renovaciones
En 1951 se instaló un órgano de la Reuters Organ Company al tabernáculo, clásico a los de otros edificios incluyendo el tabernaculo de la manzana del templo. El 12 de abril de 1987, Boyd K. Packer, miembro del Cuórum de los Doce Apóstoles y quien nació y creció en Brigham City, volvió a dedicar el tabernáculo después de extensas renovaciones. 
En 2012, se rediseñaron los terrenos junto con la construcción del Templo de Brigham City, y se instaló un nuevo centro con medios de comunicación que sirve como especie de centro de visitantes.